# Большой конусоголов

Большой конусоголов, или зелёный конусоголов (лат. Ruspolia nitidula) — вид кузнечиков рода Ruspolia семейства настоящие кузнечики (Tettigoniidae) подсемейства Conocephalinae. Встречается по всей Европе, Африке и палеарктической части Азии.

## Описание
Кузнечик зелёного цвета, крупный и стройный, с конусовидной головой. У вершины головы есть кремовые полосы, которые проходят через голову и глаза. Размер колеблется от 32 до 60 мм. Крылья обоих полов простираются дальше, чем брюшко. Способны издавать высокий гудящий звук.

## Ареал и местообитание
Встречается в основном в центральной и южной Европе, а также в Африке и Палеарктической части Азии. Обитает по берегам рек и в других влажных районах с высоким травяным покровом. Имаго появляется с июля по октябрь.

## Употребление в пищу
Ruspolia nitidula обычно употребляют в пищу в Уганде, причём на рынках Уганды его цена за единицу веса периодически выше, чем на говядину. Интересно, что, когда в 1990-е годы цены на кофе упали и основной доход населения Уганды значительно сократился, сбор и продажа этих кузнечиков стало способом увеличить доход в тот период. Также употребляется в пищу у многих восточноафриканских племён.
Исследование Food Science & Nutrition, проведенное в 2016 году, пришло к выводу, что R. nitidula считается питательным и что его пассерование приводит к улучшению аромата и вкуса. В Уганде их готовят путём тушения, жарки или варки, а затем сушат. Кузнечиков едят в домашних условиях, но в таких городах, как Кампала и Масака, также как ресторанное блюдо.